# Jüdischer Friedhof (Seesen)

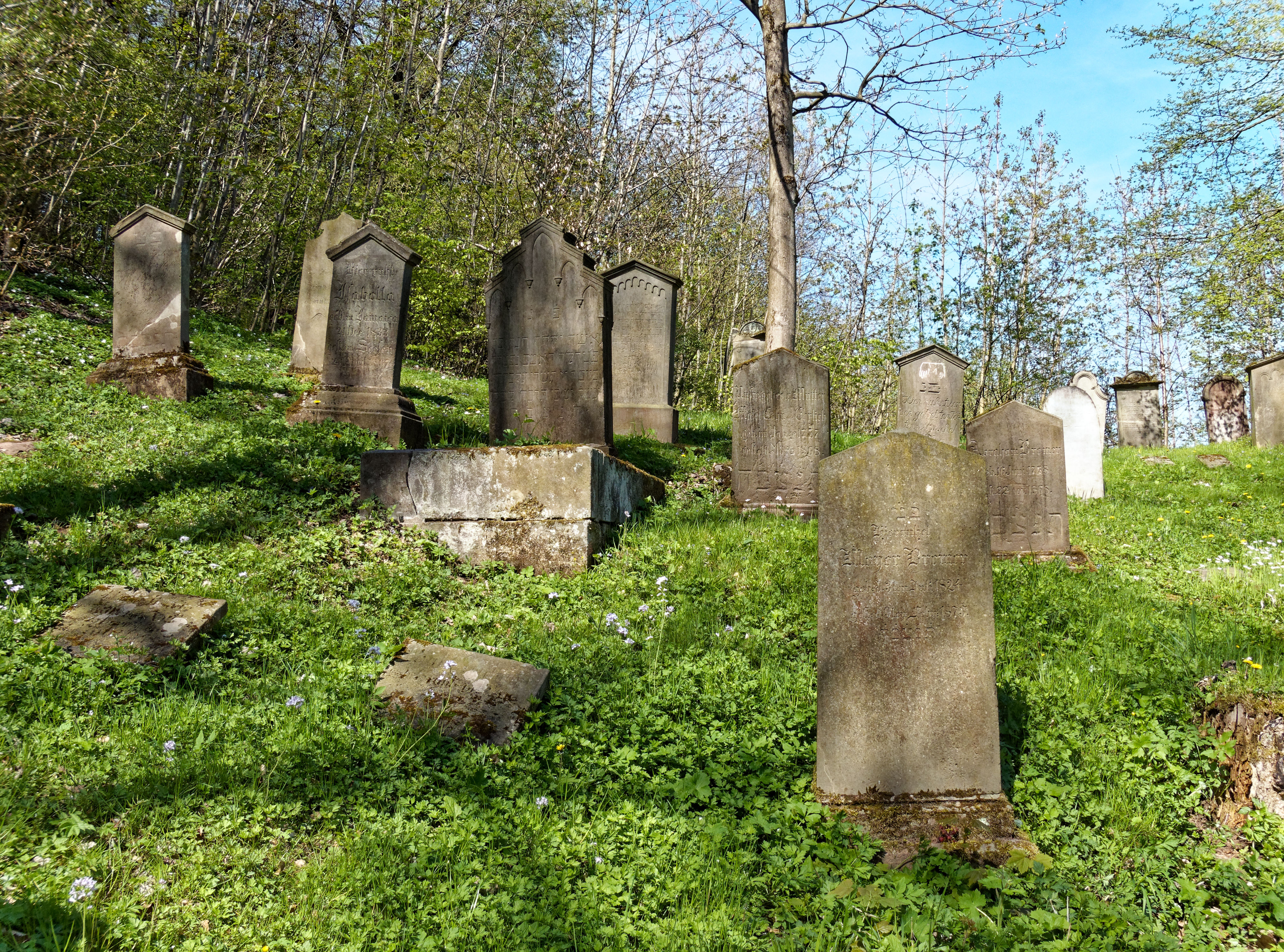
Jüdischer Friedhof Seesen

Der Jüdische Friedhof Seesen ist ein jüdischer Friedhof in der Stadt Seesen in Südniedersachsen. 

## Beschreibung
Der Friedhof besteht seit 1805 und befindet sich in der Dehnestraße. Die Inschriften der knapp 100 Grabsteine (nach Schaller 95, nach Landesverband/Zentralarchiv 98) sind für den Zeitraum 1839 bis 1948 dokumentiert.